# Bundesautobahn 65
Autostrada federală 65 (prescurtare: BAB 65) – denumită pe scurt Autobahn 65 (A 65) – este o autostradă federală în landul german Renania-Palatinat. Aceasta leagă orașul Ludwigshafen de Neustadt și Landau, ajungând la Wörth am Rhein, unde se continuă cu B 10, ce traversează Rinul spre Karlsruhe.
O prelungire planificată a traseului de la Kandel, prin pădurea Bienwald, până la granița franceză, în apropiere de Lauterbourg, cu conexiune la autostrada franceză A 35 spre Strasbourg, a fost abandonată din motive de protecție a mediului.

## Istoric
Autostrada A 65 este rezultatul unui proiect de construcție a unei noi șosele federale (B 10) între Landau și Karlsruhe, combinat cu dezvoltarea unei legături rutiere pentru sudul regiunii Pfalz. Aceasta avea rolul de a asigura o conexiune importantă între autostrada BAB 61, situată pe malul stâng al Rinului, și rețeaua rutieră națională.
Inițial, planul de dezvoltare a infrastructurii între Ludwigshafen și Karlsruhe, pe malul stâng al Rinului, prevedea construcția unei autostrăzi continue de-a lungul malului vestic al fluviului. Această autostradă urma să traverseze zonele dens populate dintre granițele Țărilor de Jos și Franței. În schimb, regiunile aflate mai la vest, pe marginea Pfälzerwald, ar fi fost conectate la rețeaua de autostrăzi prin mai multe drumuri federale nou construite.
În anii 1970, odată cu reorganizarea rețelei de autostrăzi, proiectul inițial al autostrăzii de pe malul stâng al Rinului a fost divizat în mai multe trasee, iar multe dintre noile șosele construite ca drumuri federale au fost transformate în autostrăzi. Noua rută Ludwigshafen–Landau și porțiunea existentă a drumului federal de tip autostradă Landau–Karlsruhe au fost inițial desemnate sub numele BAB 652, fiind ulterior redenumite BAB 65.
Primele tronsoane au fost finalizate în paralel cu construcția autostrăzii BAB 61 în anii 1970. Până în 1990, autostrada a fost construită treptat, asigurând o legătură continuă prin regiunile Vorderpfalz și Südpfalz, până în apropiere de Karlsruhe.

### Autostrada de pe malul stâng al Rinului
Prima autostradă construită în Germania a fost inaugurată în 1932, făcând legătura, pe malul stâng al Rinului, între orașele Köln și Bonn.
În perioada nazistă, când s-a început construcția la scară largă a rețelei de autostrăzi, nu era prevăzută nicio rută importantă pe malul stâng al Rinului. Inițial, atenția s-a concentrat asupra traseelor de pe malul drept, în special pe ruta Frankfurt–Mannheim, care a devenit în 1935 prima autostradă oficială din Germania, și ulterior pe legătura Köln–Frankfurt.
După sfârșitul celui de-al Doilea Război Mondial, s-a planificat construirea unei autostrăzi pe malul stâng al Rinului, de-a lungul traseului drumului național B 9, menită să lege granița olandeză de cea franceză. Traseul, care în prima schemă de numerotare a autostrăzilor federale era desemnat drept A 14, urma să se conecteze la rețeaua de autostrăzi a Țărilor de Jos în apropiere de Goch și să continue de-a lungul malului stâng al Rinului, trecând prin Moers, Krefeld și Neuss până la Köln. După ocolirea Kölnului, ca parte a unui inel de autostradă care fusese deja finalizat în proporție de aproximativ o treime înainte de război, autostrada urma să continue pe malul stâng al Rinului prin Brühl, Bad Neuenahr, Koblenz, Hunsrück, Bingen, Alzey, Worms, Ludwigshafen, Speyer, Germersheim și Wörth, până la Lauterbourg, la granița cu Franța. Astfel, autostrada ar fi urmat să asigure accesibilitatea întregii zone de pe malul stâng al Rinului aflată pe teritoriul Germaniei.
În anii 1950, primele secțiuni ale traseului planificat au fost deja deschise traficului ca drum federal nou construit, fără intersecții, inițial cu o singură bandă pe sens, în special în zona dintre Krefeld și Neuss. Odată cu planificarea închiderii inelului de autostradă din jurul Kölnului, la mijlocul anilor 1950 s-a inclus în proiect și continuarea traseului de pe malul stâng al Rinului, de la Köln la Koblenz. Traseul final, de la Krefeld până la granița olandeză în nord-vest și din regiunea Koblenz spre sud, a fost stabilit la începutul anilor 1960.
Capătul sudic al autostrăzii de pe malul stâng al Rinului era planificat ca ocolire vestică și sudică a orașelor Mannheim și Ludwigshafen, împreună cu traseele Frankfurt–Mannheim–Heilbronn și Mannheim–Saarbrücken, formând astfel un inel de autostradă. De la Ludwigshafen până la granița cu Franța era prevăzut un traseu separat, care a preluat denumirea de A 14 și care urma să se întindă de la Speyer, de-a lungul malului vestic al Rinului, prin Germersheim și Wörth, până la Lauterbourg. Omologul de pe malul drept al Rinului era deja reprezentat, încă din anii 1930, de autostrada Heidelberg–Karlsruhe.
Primele secțiuni construite de-a lungul traseului au fost finalizate în 1965, cu partea de nord-vest a inelului de autostradă din Köln, urmate în 1966 de varianta ocolitoare a orașului Neuss, amenajată la standard de autostradă, și între 1967–1969 de tronsonul Rheinböllen–Bingen. Până în 1975, autostrada era deja complet circulabilă între Köln și Hockenheim.
Introducerea noului sistem de numerotare a autostrăzilor federale la 1 ianuarie 1975 a pus capăt unității autostrăzii de pe malul stâng al Rinului. Traseul Goch–Köln a devenit BAB 57, partea de nord-vest a inelului de autostradă din Köln a fost inclusă în BAB 1, iar autostrada Köln–Hockenheim a primit denumirea BAB 61. Pentru autostrada care nu fusese încă realizată între Speyer și Lauterbourg, iar mai târziu între Ludwigshafen și Lauterbourg, fusese rezervată denumirea BAB 69.

### Planificarea conectării Vorder- și Südpfalz
Zona de-a lungul Haardt, între Bad Dürkheim, Neustadt și Landau, nu trebuia inițial să fie deservită de o autostradă suplimentară, ci printr-o modernizare a drumului național B 38, care urma să asigure legătura cu rețeaua rutieră de nivel național, pornind din Ludwigshafen. O nouă variantă a drumului B 271, pornind de la autostrada Saarbrücken–Mannheim (denumită la acea vreme A 20) în apropiere de Grünstadt și trecând prin Bad Dürkheim până la înălțimea orașului Neustadt, ar fi permis o legătură mai bună spre nord. În plus, traseul planificat al autostrăzii A 14, redenumită ulterior BAB 69, era situat mai spre vest decât varianta de modernizare a drumului B 9 realizată ulterior, ceea ce ar fi oferit Landau și Germersheim o conexiune indirectă la rețeaua de autostrăzi.
Odată cu introducerea noului sistem de numerotare, a fost planificată construcția unui număr mare de noi tronsoane de autostradă, în special în marile zone metropolitane. Numeroase secțiuni mai scurte de legătură urmau să conecteze, într-un mod mai mult sau mai puțin direct, diverse relații de trafic.
Sistemul de numerotare, care atribuia autostrăzilor de importanță națională și internațională un număr format dintr-o singură cifră, celor de importanță supraregională un număr din două cifre, iar celor de importanță regională și locală un număr din trei cifre, era conceput pentru o rețea densă de trasee de legătură și drumuri de acces.
Numeroase dintre noile drumuri rapide planificate au fost incluse în rețeaua de autostrăzi federale începând din 1975, printre care și noul tronson al drumului național B 38, între Ludwigshafen și Landau. Acesta a fost de atunci desemnat drept Bundesautobahn 652 (BAB 652).

### Construcția noului tronson al B 10 între Landau și Kandel
Începând din iulie 1962, a fost construit un nou tronson al drumului național B 10, conceput pe de o parte ca variantă de ocolire a localității Kandel, iar pe de altă parte prelungit până aproape de Landau, eliminând astfel numeroase traversări de localități pentru traficul de tranzit. Drumul a fost deschis circulației în decembrie 1964.
Deși inițial avea o singură bandă pe sens, traseul a fost proiectat cu un profil mai larg, permițând ulterior extinderea cu o a doua bandă. Cu toate acestea, în special în zona variantei de ocolire a localității Kandel, curbele sunt relativ strânse.

### Construcția autostrăzii
Construcția autostrăzii BAB 652 a început la mijlocul anilor 1970, împreună cu varianta de ocolire vestică a orașului Ludwigshafen, care la acea vreme era planificată ca BAB 655. Totuși, BAB 655 a fost ulterior transformată într-un drum național cu profil de autostradă, deoarece în apropiere, la doar câțiva kilometri spre vest, autostrada BAB 61 asigura deja o variantă de ocolire vestică a orașului Ludwigshafen. Traseul BAB 61 în această zonă fusese deja finalizat în anii 1970 și 1972.
Prima etapă de construcție a inclus un tronson scurt, de aproximativ 3 km lungime, situat la vest de nodul rutier Mutterstadt, unde autostrada BAB 652 se intersecta cu BAB 61, până la Assenheim. Acest tronson a fost finalizat în 1977. În aceeași perioadă, a început și construcția variantei de ocolire a orașului Neustadt, între nodurile Deidesheim (denumit atunci „Abzweig Neustadt”) și Neustadt-Süd.
La Deidesheim, drumul B 271 urma să fie modernizat și prelungit până la BAB 6, în apropiere de Grünstadt, motiv pentru care nodul rutier fusese proiectat sub forma unui triunghi autostradal. Acest tronson, cu o lungime de 7,4 km, a fost deschis circulației în 1979.
Secțiunea dintre nodul Ludwigshafen-Süd, unde traseul se conecta cu BAB 655 (transformat ulterior în B 9 și B 38), și nodul Mutterstadt a fost finalizată după trei ani de construcție și inaugurată la începutul anului 1980.
În anul 1980, planificarea autostrăzii a fost modificată: BAB 652 urma să cuprindă doar un scurt tronson între Kandel și Wörth, la capătul sudic al traseului, în timp ce restul traseului planificat, de la Ludwigshafen la Kandel, cu prelungire până la granița cu Franța, a fost reclasificat ca Bundesautobahn 65 (BAB 65).
Sub această nouă denumire, în 1980 a fost deschis circulației tronsonul de 9 km dintre Assenheim și Deidesheim, precum și secțiunea de 7 km dintre nodul Kandel-Süd și nodul Wörther Kreuz, care a rămas parte din BAB 652.
La est de Wörth, în zona de tranziție dintre BAB 652 și B 10, a fost construit un tronson subteran de 676 m pentru protecția apei subterane. Odată cu finalizarea traseului Kandel–Wörth, drumul rapid care fusese anterior clasificat ca B 10 a fost reclasificat ca BAB 65, fără modificări structurale.
Doar în anul 1980, rețeaua de autostrăzi a fost extinsă cu numeroși kilometri, astfel încât singura secțiune lipsă rămânea cea dintre Neustadt și Landau.
Închiderea tronsonului lipsă dintre nodurile Neustadt-Süd și Landau-Süd, pe o distanță de 17,7 km, a fost realizată treptat la sfârșitul anilor 1980 și finalizată în 1990.
În 1986, primul segment de 5 km dintre Neustadt-Süd și Edenkoben a fost deschis circulației. Doi ani mai târziu, în 1988, a urmat un tronson de aproape 2 km între nodurile Landau-Zentrum și Landau-Süd. Ultimii 7,1 km ai autostrăzii au fost finalizați în 1990.
Această secțiune a necesitat lucrări complexe, deoarece în zona Landau-Queichheim a fost construit un tunel de protecție fonică cu o lungime de aproximativ 110 m. De asemenea, nodul Landau-Nord a fost proiectat ca o intersecție dublă, conectând atât B 10, cât și B 272.
Drumul B 10, care traversează pădurea Pfälzerwald până la Pirmasens, a devenit de atunci o legătură importantă între Saarland și sudul Germaniei, evitând ocolul prin BAB 6. Până acum câțiva ani, la acest nod rutier era indicată destinația „Saarbrücken” ca obiectiv pe distanță lungă, însă în prezent această indicație nu mai este utilizată. În schimb, pe teritoriul landului Saarland (pe tronsonul vestic al BAB 8), direcția „Karlsruhe” este semnalizată ca destinație, cu traseu prin autostrăzile 6, 61 și 5.
Semnalizarea rutieră pentru BAB 652, care exista de exemplu la nodul Mutterstadt pe BAB 61, a fost modificată la scurt timp după reclasificarea traseului ca BAB 65.
Tronsonul dintre Kandel-Süd și nodul Wörther Kreuz a rămas oficial desemnat ca BAB 652 până la abandonarea proiectului de prelungire a autostrăzii până la granița franceză, însă nu a fost niciodată semnalizat ca atare. Pe indicatoarele rutiere, direcția a fost întotdeauna indicată ca aparținând BAB 65.
După finalizarea întregului traseu, a fost construit un nou nod rutier în zona Hochdorf-Assenheim, care este accesibil doar din direcția Ludwigshafen.
De asemenea, conexiunea dintre BAB 65, venind dinspre Ludwigshafen, și B 272, în partea nordică a nodului Landau-Nord, a fost finalizată abia în septembrie 2019.

## Traseu
| Traseul autostrăzii |                                             |                |
| BAB 65              |                                             | B 9            |
| 5 Ludwigshafen-Süd  | Nod rutier între B 9 și BAB 65              | B 9            |
| 6                   | Oraș deservit: Mutterstadt-nord.            |                |
| 7 Mutterstadt       | Nod rutier între BAB 61 și BAB 65           | BAB 61 E 31    |
| 8                   | Oraș deservit: Dannstadt-Schauernheim.      |                |
| 9                   | Oraș deservit: Hochdorf-Assenheim.          |                |
|                     | Parcare: Spielberg / Spechtersee.           |                |
| 10                  | Oraș deservit: Haßloch.                     | Autohof        |
| 11                  | Oraș deservit: Deidesheim.                  | B 271          |
|                     | Pod feroviar și rutier (60 m).              |                |
| 12                  | Oraș deservit: Neustadt-nord.               | B 38           |
| 13                  | Oraș deservit: Neustadt-sud.                | B 39           |
| 14                  | Oraș deservit: Edenkoben.                   |                |
|                     | Zonă de servicii: Pfälzer Weinstraße.       |                |
| 15                  | Oraș deservit: Landau-nord.                 | B 272          |
| 15                  | Oraș deservit: Landau-nord.                 | B 10           |
|                     | Pod rutier (50 m).                          |                |
|                     | Tunelul Queichheim.                         |                |
| 16                  | Oraș deservit: Landau-centru.               |                |
| 17                  | Oraș deservit: Landau-sud.                  | B 38           |
| 18                  | Oraș deservit: Insheim.                     |                |
| 19                  | Oraș deservit: Rohrbach.                    |                |
| 20                  | Oraș deservit: Kandel-nord.                 |                |
| 21                  | Oraș deservit: Kandel-centru.               | B 427          |
| 22                  | Oraș deservit: Kandel-sud/Lauterbourg.      | B 9            |
| 23                  | Oraș deservit: Wörth am Rhein-Dorschberg.   |                |
| 24 Croix Wörther    | Nod rutier între L 540, B 9, B 10 și BAB 65 | B 9 B 10 L 540 |
| BAB 65              |                                             | B 10           |